# Leo Goldhammer
Leo Goldhammer (hebräisch לאו גולדהמר; geboren 18. März 1884 in Mihăileni, Botoșani, Königreich Rumänien; gestorben 18. Juli 1949 in Haifa) war ein österreichisch-israelischer Zionist. Nach seiner Emigration nannte er sich Arjeh Sahawi.

## Leben
Leo Goldhammer war der Sohn des Isaac Goldhammer und der Sophie Goldhammer. Sein väterlicher Großvater war Generalprokurator der moldauischen Fürsten  Cuza und Michael Stourdza. Leo Goldhammer wuchs in Czernowitz auf, absolvierte ab 1902 die Exportakademie in Wien und studierte Rechtswissenschaften an der Universität Wien, dann Soziologie bei Georg Simmel an der Universität Berlin und Wirtschaftswissenschaften bei Franz Oppenheimer an der Universität Frankfurt. Er war Mitgründer der Studentenvereinigung Theodor Herzl und 1907 beim 8. Zionistenkongress in Den Haag der  Weltorganisation von Poale Zion. Goldhammer hielt sich ab 1907 wieder in Rumänien auf und nahm 1913 als Oberleutnant der Reserve am Rumänisch-bulgarischen Krieg teil. 1914 heiratete er Sidonie, sie hatten den Sohn Alfred Immanuel, der in Haifa eine Buchhandlung gründete.
Goldhammer praktizierte seit 1920 als Rechtsanwalt in Wien. Er engagierte sich in den zionistischen Organisationen Österreichs. Er war Präsident des Zionistischen Landesverbandes Österreichs, des Jüdischen Volksheims und der Jüdischen Volksbibliothek und leitete von 1926 bis 1928 das Palästina-Amt in Wien. Ab 1928 war er Herausgeber der zionistischen Zeitung Die Stimme. Gemeinsam mit Adolf Böhm gab er die Zeitschrift Palästina. Zeitschrift für den Aufbau Palästinas im Fiba-Verlag heraus.
Nach dem Anschluss Österreichs 1938 leitete er den Wiener Jüdischen Nationalfonds und die Wiener Dependance von Keren Hayesod und unterstützte die Emigration der österreichischen Juden.
1939 emigrierte Goldhammer auf illegalem Wege (Alija Bet) selbst nach Palästina, seine umfangreiche Bibliothek konnte er nicht retten. Er nahm nun den Namen Arjeh Sahawi an. Er war 1942 Mitgründer der Partei Alija Hadasha, die dann 1948 in der Partei Miflaga Progresivit aufging. 1944 wurde er in die Repräsentantenversammlung Palästinas gewählt. Er wurde stellvertretender Bürgermeister in Haifa und richtete das erste städtische Meldeamt Israels ein. Er war an den administrativen Vorbereitungen zur Ausgabe von Identitätskarten in Israel nach der Staatsgründung und für die ersten Parlamentswahlen in Israel beteiligt. Arjeh Sahawi schrieb auch literarische Beiträge, die im „Mitteilungsblatt der Hitachdut Olej Germania we Austria“ (MB) gedruckt wurden.
Elias Auerbach schrieb 1949 einen Nachruf im MB und Z. F. Finkelstein 1952 einen in Goldhammers wiederbelebter Zeitschrift Stimme.

## Schriften (Auswahl)
- Die Handelsbeziehungen zwischen Österreich und Rumänien. 1910
- Die landwirtschaftlichen Produktivunternehmungen in Rumänien. 1915
- Soziologie und Tendenzen der jüdischen Wanderung. 1918
- Kleiner Führer durch die Palästina-Literatur. 1919
- Die Juden Wiens : Eine statistische Studie. Wien : R. Löwit, 1927
- Die Juden Mährens. 1927
- Das Zahlenbild der Juden in Preßburg. 1932
- Arjeh Sahawi-Goldhammer: Dr. Leopold Plaschkes 2 Generationen des österreichischen Judentums : Ein Zeitbild. Vorwort Georg Landauer. Tel-Aviv : Irgun Olej Merkas Europa, 1943